# Bechstein
C. Bechstein Pianofortefabrik AG (conocida como Bechstein) es una empresa fabricante de pianos, altamente reconocida por sus pianos de concierto, así como por sus pianos verticales. Bechstein ha fabricado pianos desde el 1 de octubre de 1853, año en que fue fundada por Carl Bechstein en Berlín (Alemania).
Carl Bechstein se empeñó en construir un piano capaz de responder a las grandes exigencias de los virtuosos de la época, como Franz Liszt. En 1857, Hans von Bülow (yerno de Liszt) hizo su primera presentación pública en un piano de cola Bechstein, interpretando en Berlín la Sonata para piano en B menor,de Franz Liszt.
Para 1870, con la recomendación de Franz Liszt y Hans von Bülow, los pianos Bechstein se posicionaron como pianos oficiales en muchas salas de concierto, lo mismo que en muchas mansiones privadas. En ese momento había tres fabricantes de pianos establecidos como líderes a nivel mundial: Bechstein, Blüthner y Steinway & Sons.
En 1885 Bechstein presentó sus pianos a la Reina Victoria. Un piano finamente decorado fue enviado al Palacio de Buckingham, y luego muchos otros se enviaron al Castillo de Windsor y a otras residencias reales. Para enero de 1886 se hicieron acreedores de una Garantía Real como proveedores de la Reina. Muchas embajadas británicas alrededor del mundo adquirieron pianos Bechstein para reemplazar pianos de menor calidad. En 1885, Bechstein abrió una sucursal en Londres, que eventualmente creció hasta convertirse en la mayor sala de exhibición y ventas de Europa; unos años después, abrió salas de exhibición en París y en Viena.
Por 1890 abrieron sucursales en París, San Petersburgo y Londres, donde la compañía gastó £100,000 para construir Bechstein Hall, adyacente al salón de exhibiciones de Londres en el 36-40 de la calle Wigmore, mismo que se abrió al público el 31 de mayo de 1901. De 1901 a 1914, C. Bechstein fue el mayor comerciante de pianos en Londres. Al mismo tiempo, Bechstein se convirtió en el fabricante oficial de pianos para los zares de Rusia, las familias reales de España, Bélgica, los Países Bajos, Italia, Suecia, Noruega, Austria y Dinamarca, y para otros miembros de la realeza y la aristocracia europea. La lista de clientes de la realeza de Bechstein puede observarse en la tapa armónica de los pianos fabricados antes de la Segunda Guerra Mundial. La lista es parte del logotipo original de la marca Bechstein; puede verse debajo de la encordadura al centro de la tapa armónica de los pianos de cola antiguos.
Los negocios de Bechstein se deterioraron rápidamente durante Primera Guerra Mundial. Todas las propiedades de Bechstein en Londres, incluida la sala de conciertos y las salas de exhibición llenas de pianos, fueron requisadas y cerradas por ser "propiedades del enemigo". En 1916 el Hall fue subastado como propiedad extranjera en Debenhams por la cantidad de 56,500 libras. Cambió su nombre por el de Wigmore Hall,y reabrió sus puertas al público con su nuevo nombre en el año de 1917. Los 137 pianos confiscados que se encontraban en las salas de exhibición pasaron a ser propiedad del nuevo dueño de Wigmore Hall.
En 1930 la compañía colaboró con el fabricante alemán de aparatos eléctricos Siemens y con el premio Nobel Walther Nernst para producir uno de los primeros pianos eléctricos, el "Neo-Bechstein” o “Siemens-Bechstein” eléctrico de cola, usando sensores electromagnéticas.
Bechstein siempre ha competido con la casa Steinway & Sons, aunque el sonido de ambas marcas es muy diferente.
En 1975, el vocalista de Queen, Freddie Mercury, usó un piano Bechstein para grabar la canción Bohemian Rhapsody, una de las más valoradas de la historia de la música; el mismo piano que utilizó para la filmación del videoclip y en la gira de presentación del álbum A Night at the Opera. 
Bechstein cotiza en la Bolsa de Valores de Fránkfurt. Los socios mayoritarios son Karl Schulze y la compañía Samick de Corea del Sur (19.5%). Además, Bechstein y Samick tienen una fábrica mancomunada en Shanghái, China.